# Monastère du Saint-Sauveur de Messine
Le monastère du Saint-Sauveur du Phare ou Saint-Sauveur du Promontoire est un ancien monastère situé à Messine, en Sicile.
Envieux de la prospérité de l'abbaye Sainte-Marie du Patir fondée par Barthélémy de Siméri, les bénédictins de l'Abbaye Sainte-Trinité de Mileto accusent le moine basilien de concussion et hérésie. Le comte puis roi de Sicile, Roger II, le convoque auprès de lui et, sans le condamner, lui confie la fondation d'un nouveau monastère, à Messine, au lieu-dit Phari ou del Grafeo, en 1122. 
Débuté peu avant la mort de Barthélémy, qui meurt en 1130, la construction de l'établissement est achevée en 1132 et la direction est prise par Luc de Messine, disciple de Barthélémy, arrivé de l'abbaye de Sainte-Marie del Patire avec quarante-neuf moines. 
Dès 1133, il devient monastère archimandrite de 45 monastères (32 en Sicile, 13 en Calabre), l'un des quatre centres italiens regroupant les monastères de rite byzantin (Patire à Rossano, Saint-Nicolas à Otrante, et Grotta Ferrata). Ainsi, le supérieur du Saint-Sauveur, élu, est père et prélat des monastères qui en dépendent et dont il peut choisir les higoumènes. Il a un pouvoir de justice civil et canonique et n'était pas placé sous l'autorité de l'évêque latin de Messine.
Il reçoit de nombreux biens et privilèges, ce qui en fait un important propriétaire de l'île. Il est placé sous la protection des papes et des souverains normands jusqu'à sa décadence à partir de la conquête angevine de la Sicile en 1266. 
La séparation de la Calabre et de la Sicile consécutive aux vêpres siciliennes affecte la puissance du monastère qui accueille les moines survivants  du monastère di San Bartolomeo di Trigona, à Sant'Eufemia d'Aspromonte, du même fondateur, détruit par un tremblement de terre en 1783. 
A son emplacement, se tient le Musée régional de Messine depuis le séisme de 1908. 

## Archimandrites de Messine
- Luc (~1132-?), premier higoumène[1], archimandrite à partir de 1133[3] ;
- Onofrius (1159‑1183)[7].

- Basile Bessarion, cardinal, archimandrite à partir de 1457.